# 阿爾高州
阿爾高州（德語：Aargau）是瑞士境內北邊的一個行政州域，位于阿勒河下游，北为德国、西为巴塞尔乡村半州和索洛图恩州、南为卢塞恩州、东为苏黎世州和楚格州。
阿尔高在1254年之前由霍亨斯陶芬王朝统治，1254年至1415年间由哈布斯堡王朝统治，1415年被瑞士联邦夺取，伯尔尼城邦保留西南部分。1798年伯尔尼部分成为海尔维第共和国的阿尔高州，而其余部分则成为巴登州。1803年，这两部分合并成立了阿尔高州。
阿尔高是瑞士最肥沃的地区之一，农业以乳业、水果和谷物种植为主。秸秆编织业在历史上也是该州的重要产业。工业主要有机械和电气工业、食品加工业、电子和精密仪器制造业，以及水泥工业。该州还是瑞士重要的能源供应地，拥有多座核能设施。
在旅游业方面，该州拥有众多城堡（参见阿尔高州城堡列表），该州城市楚尔察赫、巴登和欣茨纳赫巴德拥有许多博物馆和温泉。该州居民大多讲德语。该州在历史上天主教和新教势力平等，现今略占多数的是天主教徒。该州在2017年总共有670,988名居民，总面积为1403.81平方公里。